# 汪布拉帕

汪布拉帕

汪布拉帕（泰語： 發音：[wāŋ būː.rā.pʰāː]）是泰国曼谷拍那空县的街区，大皇宫以东，石龙军路、玛哈猜路（Thanon Maha Chai）、拍乎叻路、迪佩路、布拉帕路（Thanon Burapha）之间的区域，属三王府区。是现代曼谷最早的商圈及娱乐街区。
汪布拉帕是曼谷三王府的故地，“汪布拉帕”是三王府的泰语名的前两个词；三王府的泰语名为“旺布拉帕披龙”，意为“愉东宫”，截取前两个词，对应汉语语序的“东宫”。三王府在1954年拆除，改建为商业区。汪布拉帕是战后曼谷最早的娱乐中心，是20世纪50年代至60年代曼谷青年文化的中心。

## 历史
汪布拉帕在最为热闹繁华的时期就如同今日的暹罗区一般，是年轻人消费娱乐的目的地。诸多咖啡厅、餐厅、照相馆在此营业，且当时曼谷的戏院多聚集在汪布拉帕，国王戏院、王后戏院、大戏院和皇家市頌讚殿劇院皆在此地放映电影，周边成为泰国电影人的重地，诸多导演、演员、职员在此活动，电影租售店林立。亦有多处集市和外商商铺，如明门成衣市场（Ming Mueang）等。
受到驻泰美军影响，一群追逐西方时尚，喜好猫王、奇里夫·李察、占士·甸的年轻人在此活动，被戏称为“宫殿后的小流氓”（โก๋หลังวัง）。1997年的电影《喋血青春》，及2012年的《泰国黑帮》皆讲述汪布拉帕青年黑帮的故事。电车曾在此通行设站，巴士在汪布拉帕设有总站。
1965年起，暹罗区和拉差巴颂一带有大型商场开业，汪布拉帕自此由盛转衰。不过这里仍然在1966年迎来泰国首家百货商场南丁格尔-奥林匹克商场。著名的明门市场在1978年停业，戏院亦纷纷倒闭。1990年，这里最后一家戏院——王后戏院停业。1993年，明门市场改建为老暹罗广场。
如今的汪布拉帕已经是老旧的历史街区，一些老字号餐厅如今仍在这里营业，如安乐园（On Lok Yun）。汪布拉帕还成为一处枪支买卖中心，有多家著名枪店。亦有数家书店营业。

## 图册

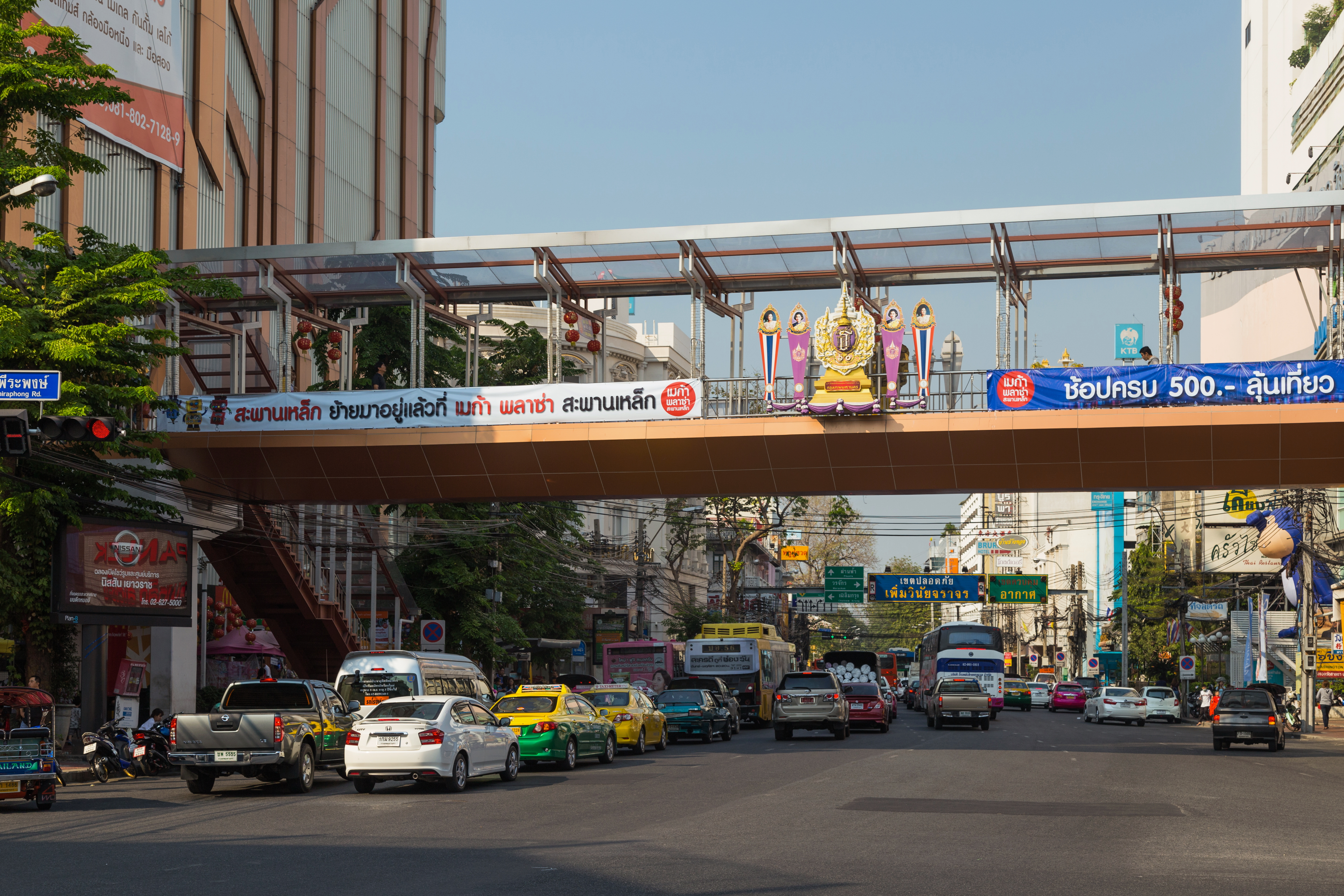
布拉帕路路口
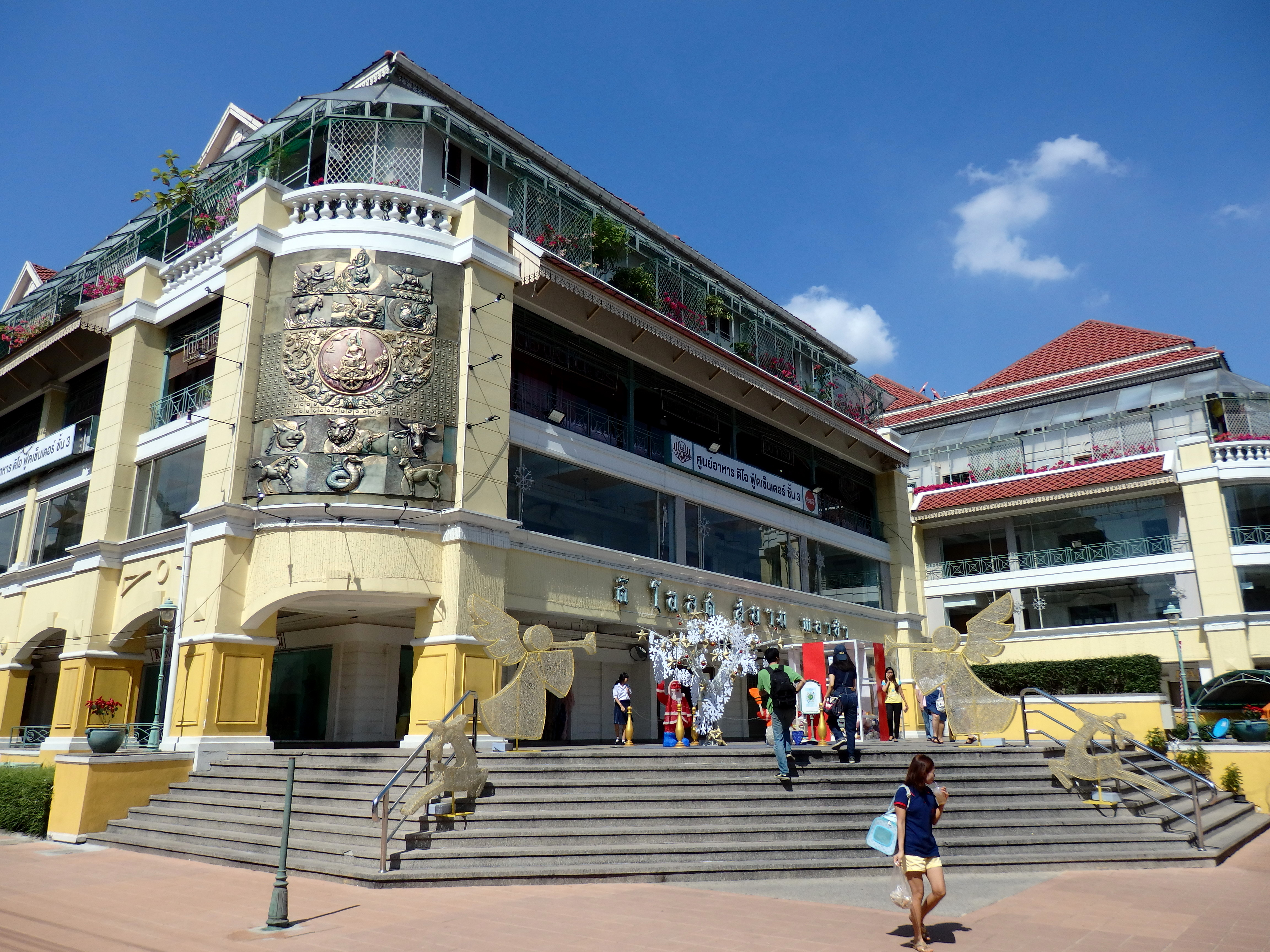
老暹罗广场
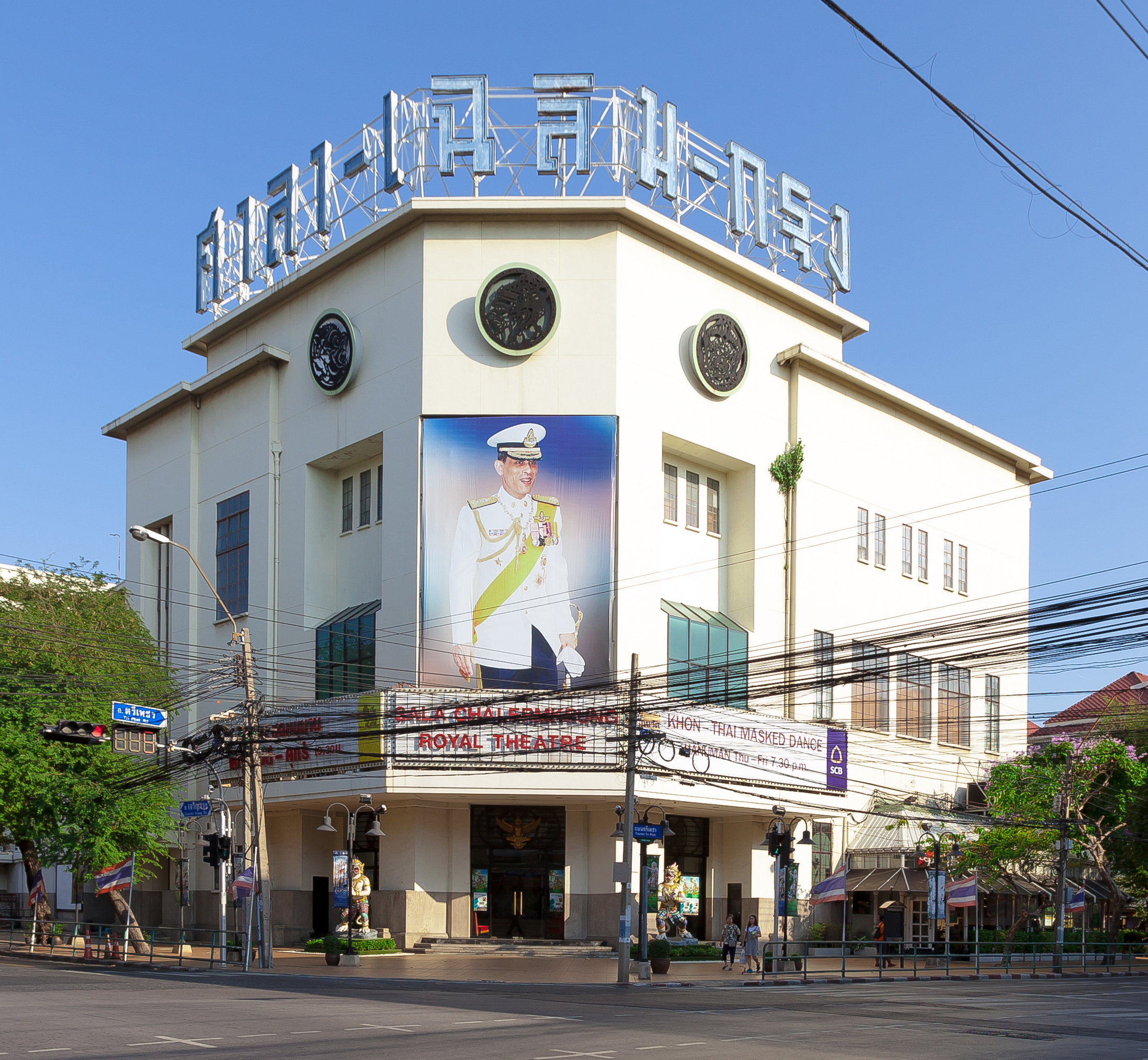
皇家市頌讚殿劇院
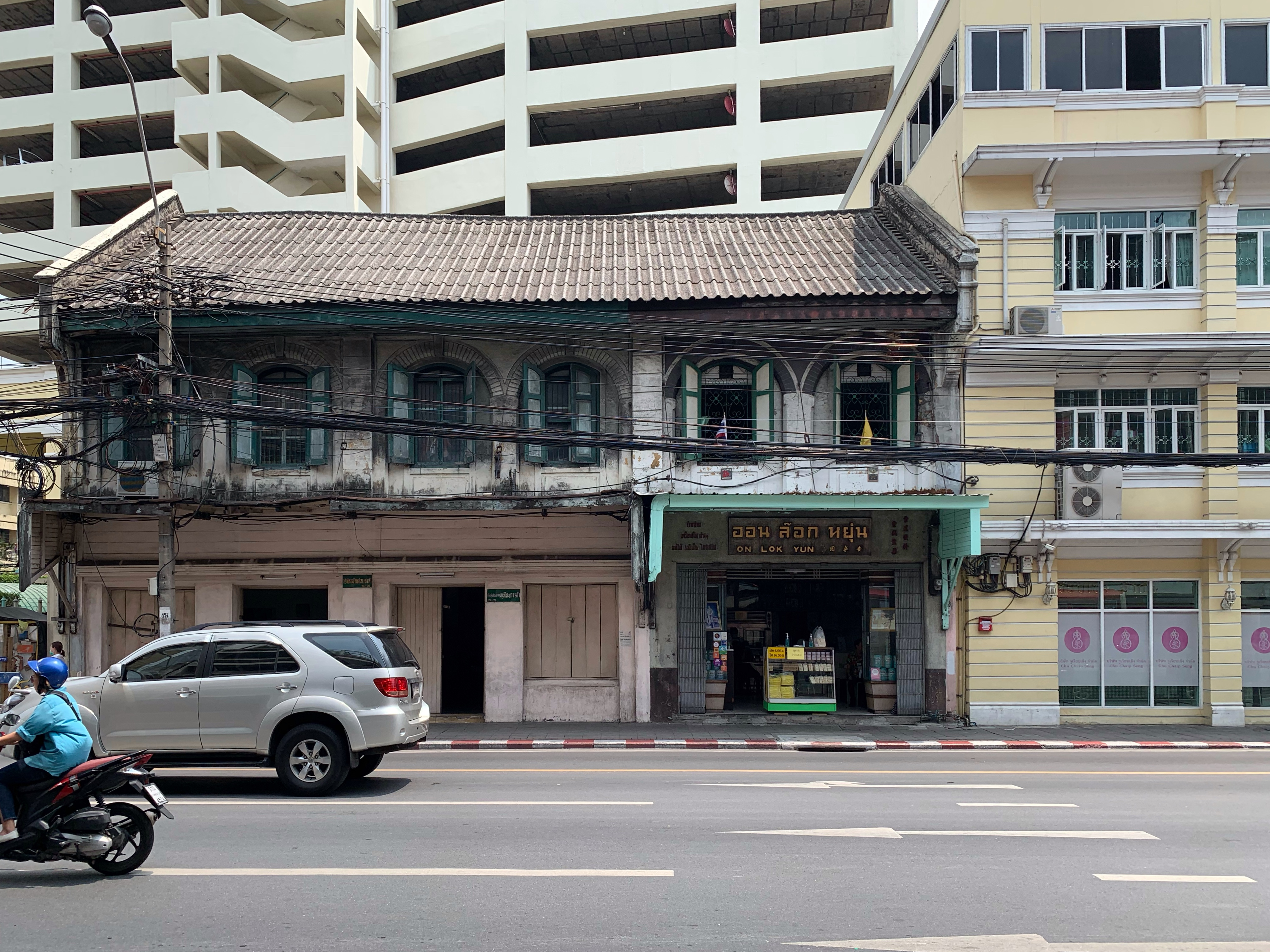
安乐园
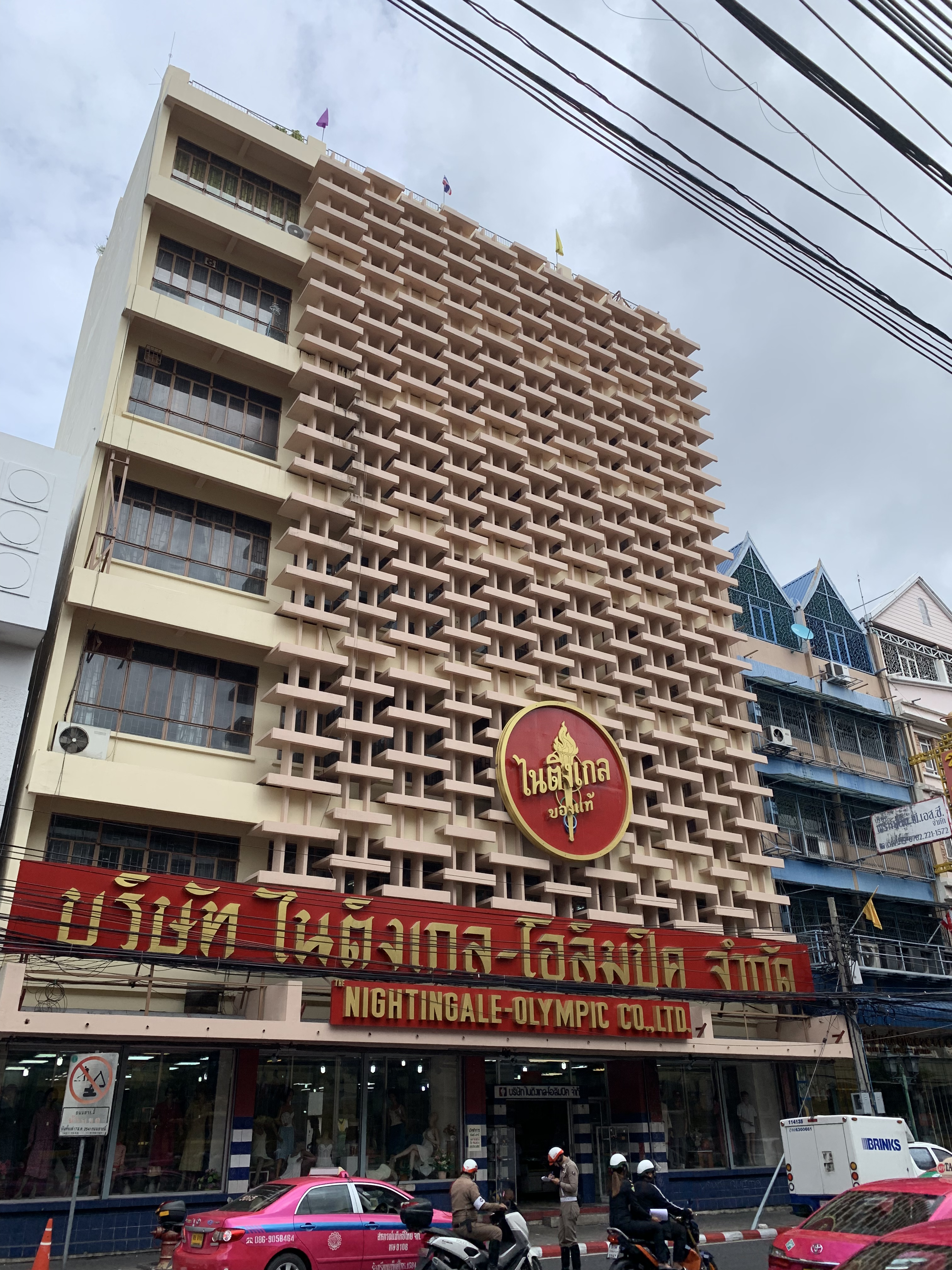
南丁格尔-奥林匹克商场
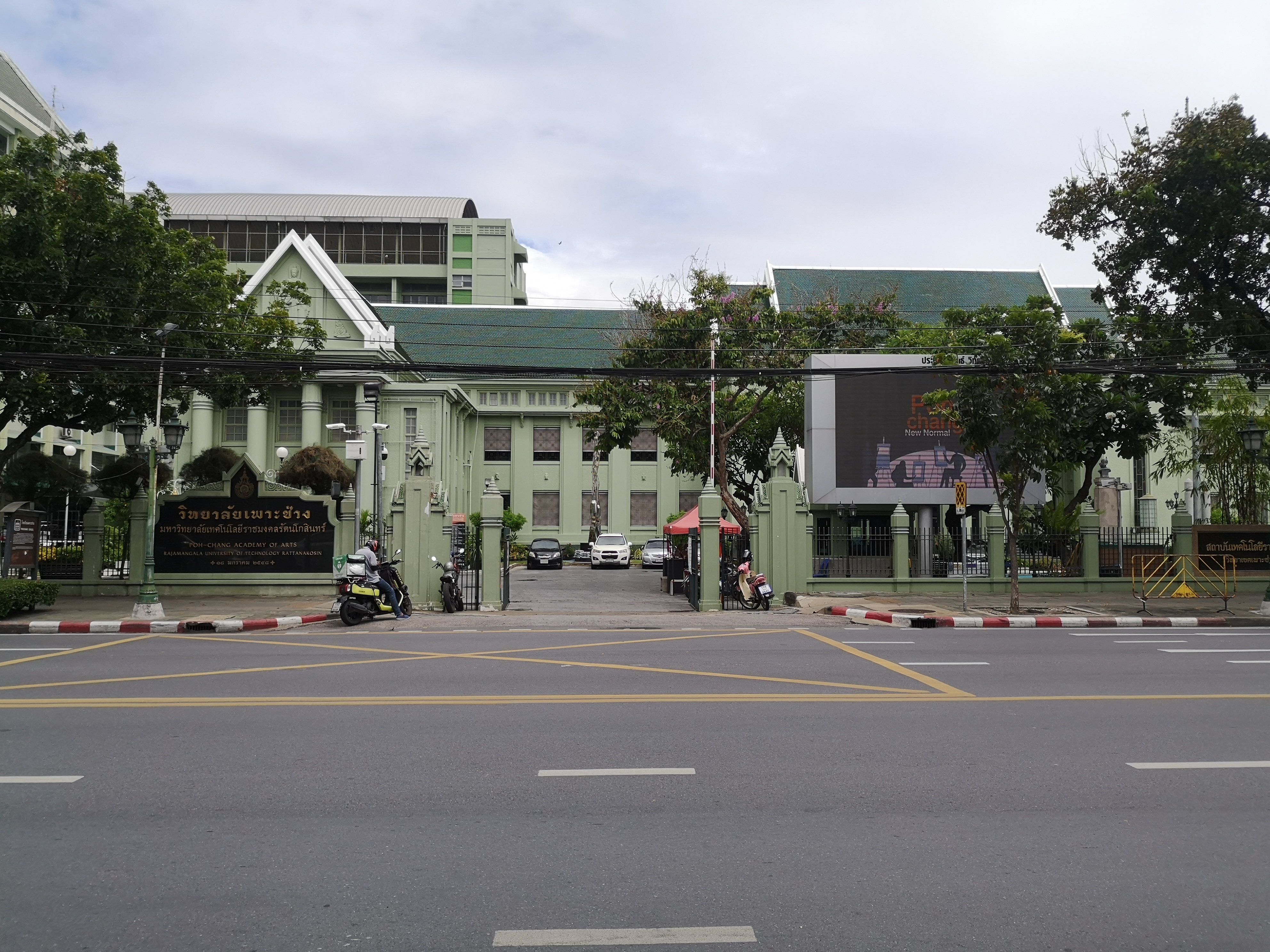
博昌美术工艺学院（英语：Poh-Chang Academy of Arts）